# Suibne mac Cináeda
Suibne mac Cináeda parfois dénommé Sven Kennethson, (mort en 1034) est au XIe siècle un souverain des  Gall Gàidheal, une population ethniquement mixte scandinave et gaélique. On connaît peu de chose sur Suibne il est seulement attesté dans trois sources qui relèvent l'année de sa mort. Il semble avoir régné sur une région où les Gall Gàidheal sont connus pour avoir vécu: soit: soit les Hebrides, la région du Firth of Clyde, ou le long de la côte sud-ouest de l'Écosse du Firth of Clyde jusqu'au sud dans le Galloway.
Le patronyme de Suibne signifie « fils Cináed », et semble indiquer qu'il est un membre de la  maison d'Alpin. Tout d'abord ce patronyme pourrait être la preuve qu'il était un frère du souverain régnant Máel Coluim mac Cináeda, roi d' Alba, ou autrement un fils de  Cináed mac Duib, roi d' Alba. La carrière de Suibne coincide avec une expansion
des  Gall Gaidheil le long de la cote sud-ouest de ce qui est actuellement l'Écosse. C'est extension de leur pouvoir à partiellement contribué à la destruction du royaume de Strathclyde, un royaume guerrier qui devait faire face aux agressions du
Vikings de Dublin, aux Northumbriens, et aux Scots. Les circonstances de la mort de Suibne sont inconnues, bien qu'il soit possible qu'il disparaisse dans un conflit interne entre les membres de la maison d'Alpin.

## Attestations
La mort de Suibne est relevée en 1034 par les Annales d'Ulster, les Annales de Tigernach, et les Annales de Loch Cé. Ces trois sources lui accordent le titre de  "ri Gall-Gaidhel", "rí Gall-Gáedel", et "rí Gall Goeidil". Cette dénomination pourrait être la preuve que Suibne a régné soit dans les îles, le Galloway, ou quelque part le long de la côte sud-ouest de l'Écosse au nord du Solway Firth. En fat on ne possède pas d'information sur Suibne, qui n'est attesté par aucune autre source historique.
Le gaélique Gall Gàidheal (pluriel Gaidheil) est au début un terme se référant à des locuteurs du gaélique. Le terme gaélique Gall Gàidheal, signifie littéralement "Étranger-Gall Gàidheal", il apparaît d'abord au milieu du IXe siècle. À cette période le terme Gall (plural Gaill) se réfère aux Scandinaves, ce qui signifie que Gall Gaidheil devait signifier  "Scandinave-Gaidheil". Le terme est appliqué à une population éthniquement mixte Scandinave et Gaélique des  Hébrides et d'une partie de l'ancien royaume de Dál Riata. Le chef des
Gall Gaidheil dans la première moitié du siècle semble avoir été un certain Caittil Find— peut-être identifiable avec le Ketill au Nez plat de la tradition des sagas scandinaves— qui doit s'être établi dans les Hébrides. Si le peu que l'on connaît de Caittil concerne les Gall Gaidheil il est vraisemblable que Suibne soit lui aussi un chef des Hébrides.
Le nom de lieu écossais Galloway— en gaélique moderne Gall-Ghaidhealaibh— est dérivé du gaélique i nGall Gaidhealaib ("parmi les Gall Gaidheil"). L' Orkneyinga saga se réfère au Galloway en vieux norrois comme le Gaddgeðlar, un nom clairement dérivé de Gall Gaidheil. La région était certainement associée aux Gall Gaidheil auparavant dans le siècle précédent. Deux membres de la famille régnante de cette région; Roland fitz Uhtred et Alan fitz Roland; sont dénommés dans les Annales d'Ulster:  "rí Gall Gaidhel" ("Roi des Gall Gaidheil") comme Suibne lui-même. Bien que ce titre suggère une connexion entre Suibne et le Galloway, il n'y a pas de preuve d'un lien familial entre lui et les souverains postérieurs. En fait, le territoire sur la terre ferme contrôlé par les Gall Gaidheil semble avoir été moins grand que le Galloway. Par exemple, rien ne permet d'envisager que la totalité de la région comprise entre le sud-ouest duf Clydesdale et le Teviotdale ait été contrôlé par les Gall Gaidheil. Néanmoins, le Félire Óengusso Céli Dé et le Martyrologe de Tallaght du IXe siècle révèlent que l'Île de Bute, au large du Firth of Clyde, a été aussi englobée 
dans le vaste territoire des Gall Gaidheal.

## Contexte
Si Suibne règne sur le Galloway, les entrées relatives à sa mort sont les premières mentions du terme  Gall Gaidheil se référant
à cette région. Cela signifie également qu'il est le précurseur des souverains postérieurs désignés comme Gallovidian.
Un personnage contemporain, Echmarcach mac Ragnaill, roi de Dublin et des Isles, doit avoir aussi régné sur la
Galloway, si le titre  "rex Innarenn", que lui donne Marianus Scotus, signifie "Roi des Rhinns", par opposition à un possible titre de "Roi des Îles". Echmarcach est l'un des « Rois du nord » qui se soumettent à, Knútr Sveinnsson, roi d'Angleterre  en 1031, qui règne sur un empire anglo-scandinave comprenant les royaumes de Danemark, Angleterre, et Norvège.
Si Suibne et Echmarcach sont cependant associés avec le Galloway, Echmarcach entretient des relations avec le roi d'Angleterre
seulement quelques années avant la mort de Suibne; ce qui suggère que Echmarcach et Suibne étaient rivaux dans la région. D'autre part, la preuve relative à Bute nous indique que le territoire original des Gall Gaidheil se trouvait
dans la région du Firth of Clyde et près de Cowal. Et ainsi si la mention de Echmarcach régnant sur les Rhinns révèle
qu'une grande partie de ce qui est connu désormais comme le Galloway était à l'origine séparée du territoire des
Gall Gaidheil qui apparemment s'étendait au sud dudit firth, le long de la côte vers  Carrick. Ce qui signifie que les Rhinns ne faisaient pas partie du domaine des Gall Gaidheil à l'époque de Suibne, et furent seulement incorporés dans ce territoire à une date postérieure peut-être au XIIe siècle.
Un autre personnage qui étend son pouvoir sur le Galloway vers l'époque de Suibne est un fils du roi de Dublin Sitriuc mac Amlaíb. Selon l'Historia Gruffud vab Kenan, un fils de Sitriuc nommé Amlaíb est le grand-père du roi de Gwynedd Gruffudd ap Cynan. Si cette source est crédible, Amlaíb détient un pouvoir royal sur les Rhinns et le Galloway entre autres endroits.. En fait, Sitriuc avait deux fils nommés Aimlab, et il n'est pas certain que l'un ou l'autre ait porté le titre royal. Un de ces fils homonymes meurt en 1012/1013, tandis que l'autre Amlaíb mac Sitriuc meurt en 1034, et peut avoir été le père de Ragnailt. Si Historia Gruffud vab Kenan se réfère au second, cette source met en évidence que ce Amlaíb mac Sitriuc est un contemporain de Echmarcach et de Suibne, et doit indiquer qu'il détient le pouvoir en Galloway et dans les Isles à une époque entre 1028, l'année où son père part en pèlerinage, et 1034 l'année de sa mort.
Le patronyme porté par Suibne est le même que celui du souverain Máel Coluim mac Cináeda, roi d'Alba. Ce patronyme
permet d'envisager qu'il a un lien familial avec Máel Coluim. Une des hypothèses est que Suibne et Máel Coluim sont frères, et que Suibne ait été placé sur le trône de cette région occupée par les Gall Gaidheil.  À l'appui de cette hypothèse la Prophétie de Berchán associe Máel Coluim avec Islay, et l'information d'Ailred, Abbé de Rievaulx indiquant que les Gallovidians étaient vassaux du successeur de Máel Coluim;  Máel Coluim mac Donnchada, roi d'Alba. Máel Coluim avait surement déjà étendu son autorité royale au sud dans le Lothian, et dans le Strathclyde. S'il a pu installer un frère dans le Galloway cela signifie qu'il en détenait la suzeraineté peut-être à la suite de l'annexion de l'ancien  royaume de Strathclyde. L'information sur la disparition de Suibne' serait la première mention d'un contrôle écossais sur la région située au sud-ouest de la River Clyde. Si Suibne et Máel Coluim ne sont pas frères, le patronyme de Suibne peu également le faire considérer comme un fils de  Cináed mac Duib, roi d' Alba. Dans ce cas Máel Coluim aurait accordé à Suibne de régner sur les Gall Gaidheil afin de prévenir ses éventuelles prétentions au royaume d'Alba.
En 1031 la rencontre d'Echmarcach avec Knútr implique également deux autres rois : Máel Coluim et le  Mormaer de Moray, Mac Bethad mac Findlaích. Si Máel Coluim et Mac Bethad sont apparentés, la nature de la relation entre Máel Coluim et Echmarcach reste incertaine. Si Suibne est cependant un frère du roi d'Écosse et qu'il règne sur le Galloway à sa demande, il semble évident que Echmarcach est un autre roi-client de Máel Coluim. En fait l'accord avec Knútr semble impliquer que Máel Coluim bénéficie de la suzeraineté sur Mac Bethad et Echmarcach. S'il en est ainsi Máel Coluim contrôle les Hébrides du sud comme la Prophétie de Berchán semble le suggérer, le royaume d'Echmarcach devait comprendre l'île de Man, les Rhinns, et seulement les Hébrides au nord de la péninsule d'Ardnamurchan. Si Suibne et Máel Coluim sont effectivement frères, et que le premier doit son autorité sur les Gall Gaidheil au pouvoir de la couronne écossaise, il est même possible que les Écossais aient chassé Echmarcach des Iles entre l'accord avec Knútr et la mort de Suibne comme roi. Une autre possibilité dépendant de la parenté entre Máel Coluim et Suibne concerne le fait que les deux hommes sont morts au cours de la même année. Máel Coluim est le dernier membre de la maison d'Alpin à régner sur le royaume d'Écosse, et il a comme successeur son petit-fils en ligne maternelle, Donnchad ua Maíl Choluim. Les dernières années de la royauté de Máel Coluim semblent avoir été occupées à écarter les menaces potentielles qui allaient peser sur sa succession, et dans ce cadre il semble avoir organisé en 1033 le meurtre d'un fils ou d'un petit-fils d'un certain Boite mac Cináeda.
Non seulement on ne connaît par l'identité exacte de ce personnage qui était soit un frère soir un cousin de Máel Coluim— mais Máel Coluim lui-même meurt dans des circonstances obscures. Si Máel Coluim et Suibne sont effectivement frères, la mort des deux hommes la même année
peut être liée à un conflit pour la succession au trône, avec Suibne lui-même périssant lors d'un combat contre Máel Coluim. Si Suibne est par contre un fils de Cináed mac Duib, Máel Coluim peut avoir manœuvré pour éliminer cette lignée royale concurrente lors de sa succession après un accord antérieur passé entre Máel Coluim et Suibne. Dans tous les cas, si Suibne n'a pas de relation familiale avec les souverains postérieurs du Galloway, il est probable que son royaume vassal disparaisse avec lui.